# Джулія Енн Рудольф
Джулія Енн Свіфт (також відома під прізвищами Реймонд та Рудольф; бл. 1820—1890) — американська фотографка XIX століття, яка діяла у Нью-Йорку та в Каліфорнії. В часи, коли професійних фотографів було дуже мало, мала власну фотостудію, а її кар'єра протривала 40 років.

## Біографія
Джулія Енн Свіфт народилася приблизно в 1820 році (точні дата та місце невідомі), спочатку навчалася на вчительку, отримала сертифікат у Літчфілді, штат Коннектикут, у 1839 році. Однак станом на 1852 рік вона вже працювала в студії дагеротипу Даніеля ДеВітта Томпкінса Дейві в Ютіці, штат Нью-Йорк протягом трьох років. Вона вступила в шлюб до 1855 року і почала працювати під іменем Джулія Енн Реймонд.
На початку 1856 року вона переїхала до Невади-Сіті, штат Каліфорнія, де створила власну студію в приміщеннях, раніше зайнятих фотографом Джорджем О. Кілборном, яка, як вона рекламувала, мала «всі новітні інструменти та хімікати». Її майстерня згоріла через кілька місяців після того, як вона створила магазин, але вона знову відкрилася на тій же вулиці через кілька місяців. Реймонд спеціалізувалася на студійних портретах, але також знімала і вуличні сцени. Вона друкувала свої зображення у вигляді дагеротипів чи амбротипів на шкірі чи папері. У 1857 р. гравюра за її амбротипом Едварда Маттесона була опублікована в «Ілюстрованому каліфорнійському журналі» Гатчінгса".
Наприкінці 1856 року вона повернулася до використання свого дошлюбного прізвища Свіфт; дата її розлучення невідома, але в грудні того ж року вона одружилася з фармацевтом Джеймсом Фердинандом Рудольфом і почала використовувати ім'я Джулія Енн Рудольф у своїх ділових відносинах.
Рудольф залишалася в Неваді протягом 4 років, перш ніж відкрити свій новий бізнес на K-стріт в Сакраменто, де продовжувала кар'єру до, принаймні, 1890 року. Її дедалі більші податкові платежі свідчать про те, що її бізнес процвітав. З 1873 року Рудольф та її чоловік працювали як у Сакраменто, так і в Неваді, і Рудольф деякий час володіла у обох містах фотостудіями. У 1890 році Рудольф та її чоловік переїхали до Філадельфії, штат Пенсільванія, де вона померла від туберкульозу легень.

## Фотографії

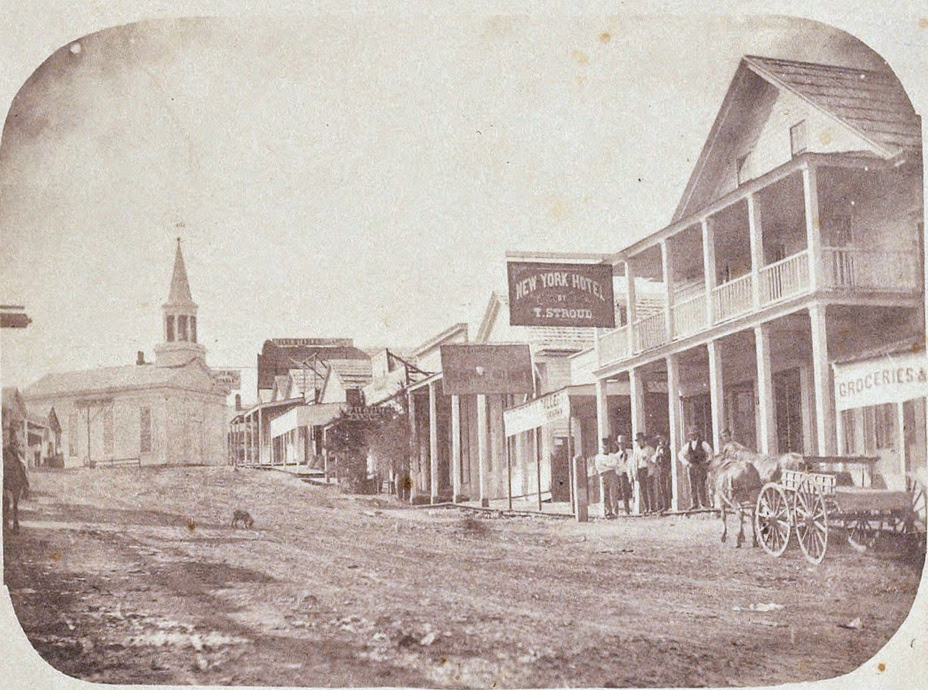
Невада, бл. 1856
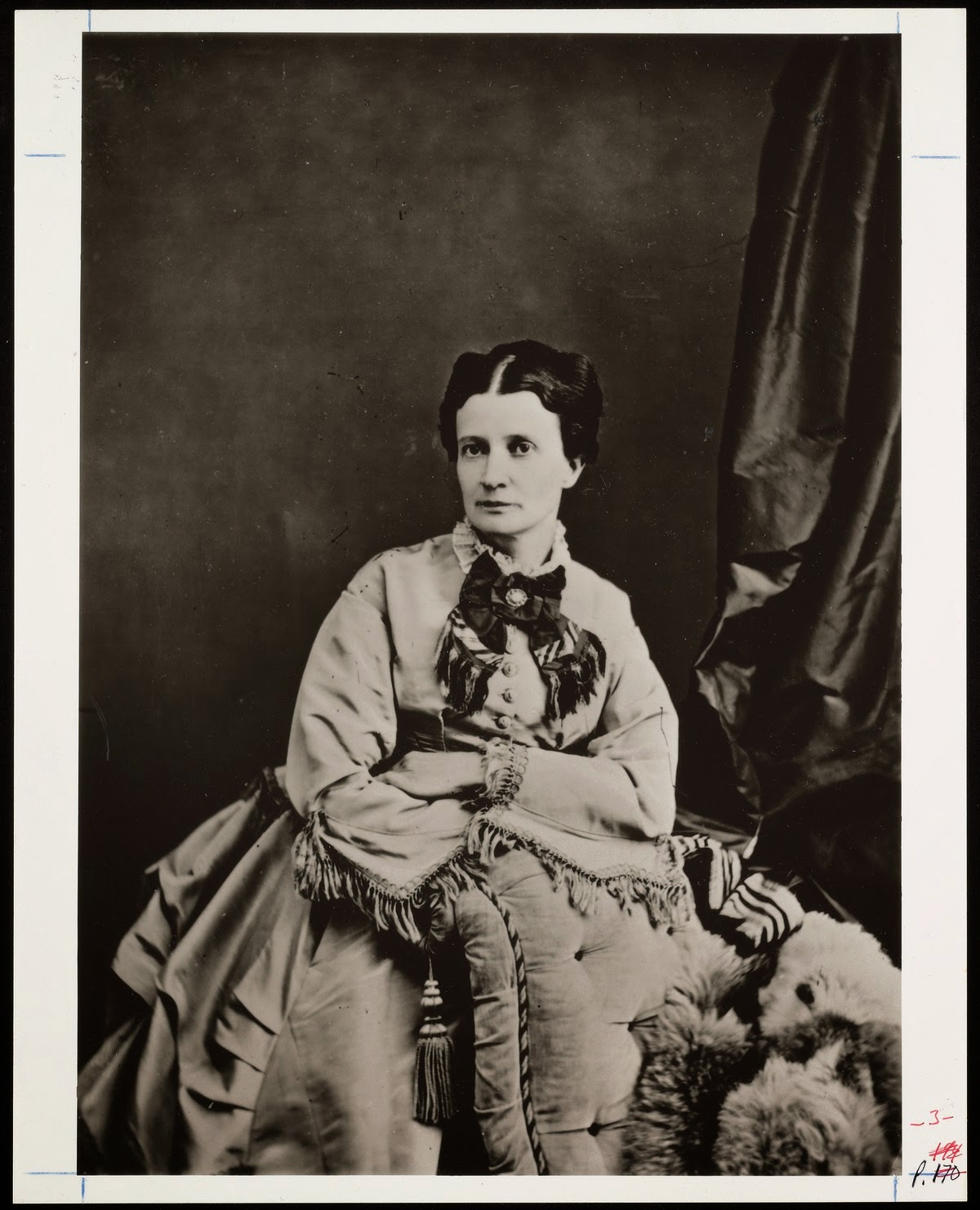
Фотографія невідомої жінки
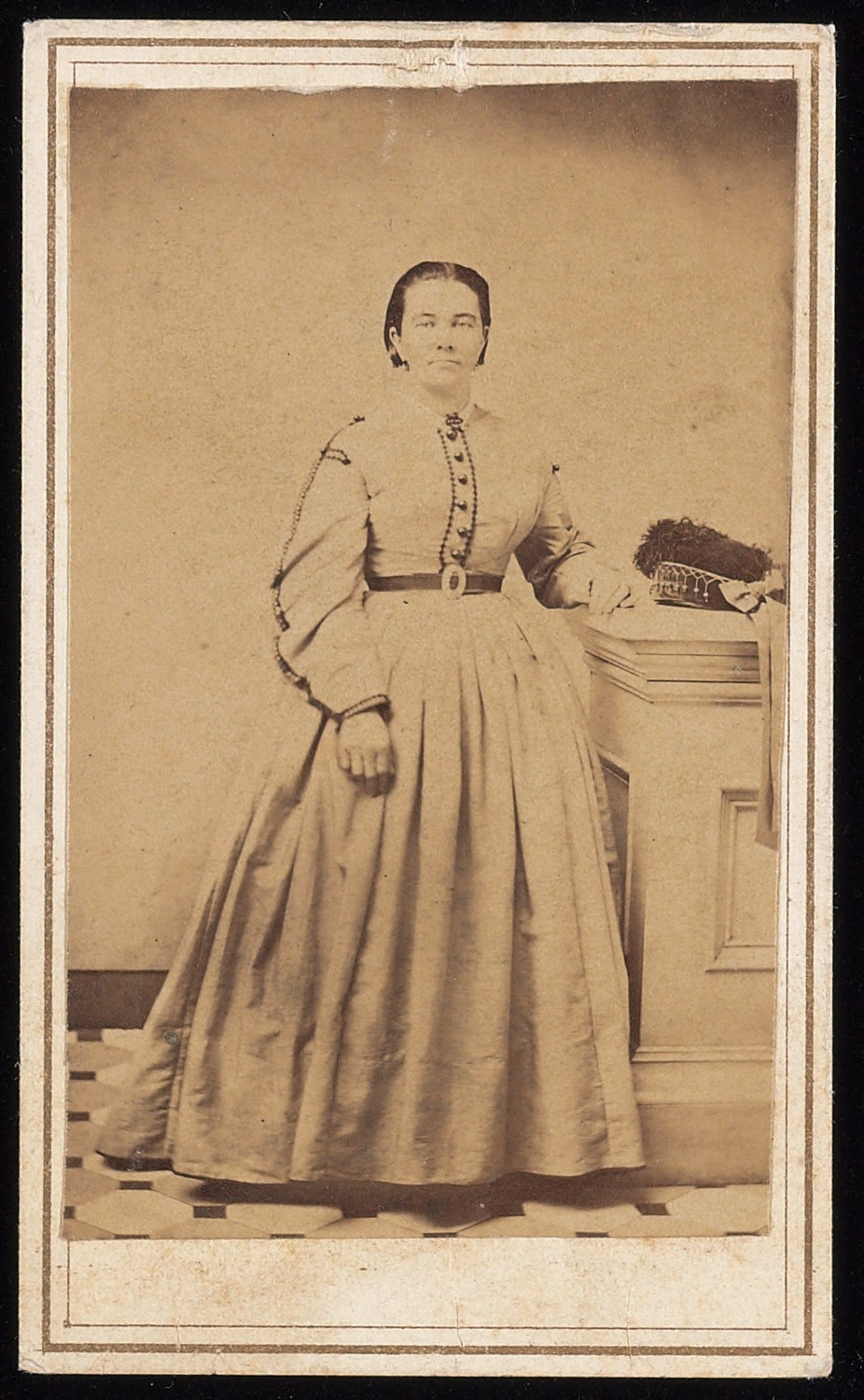
Фотографія пані Кемпбел

## Колекції
Фотографії Рудольф зберігаються в таких публічних колекціях:
- Бібліотека рідкісних книг і рукописів Бейнеке, Єльський університет
- Каліфорнійська державна бібліотека, Сакраменто
- Міжнародний архів жінок у фотографії, Арката, Каліфорнія